# Gennes-sur-Seiche
Gennes-sur-Seiche är en kommun i departementet Ille-et-Vilaine i regionen Bretagne i nordvästra Frankrike. Kommunen ligger i kantonen Argentré-du-Plessis som tillhör arrondissementet Fougères-Vitré. År 2022 hade Gennes-sur-Seiche 943 invånare.

## Befolkningsutveckling
Antalet invånare i kommunen Gennes-sur-Seiche
Referens:INSEE